# 迪维诺波利斯
迪维诺波利斯是巴西米纳斯吉拉斯州的一个市镇。总面积708.909平方公里，总人口213277人，人口密度300.9人/平方公里。